# Hyllus (geslacht)
Hyllus is een geslacht van spinnen uit de familie springspinnen (Salticidae).

## Soorten
De volgende soorten zijn bij het geslacht ingedeeld:
- Hyllus acutus (Blackwall, 1877)
- Hyllus aethiopicus Strand, 1906
- Hyllus africanus Lessert, 1927
- Hyllus albofasciatus Thorell, 1899
- Hyllus albomarginatus (Lenz, 1886)
- Hyllus albooculatus (Vinson, 1863)
- Hyllus alboplagiatus Thorell, 1899
- Hyllus angustivulvus Caporiacco, 1940
- Hyllus argyrotoxus Simon, 1902
- Hyllus atroniveus Caporiacco, 1940
- Hyllus aubryi (Lucas, 1858)
- Hyllus bifasciatus Ono, 1993
- Hyllus bos (Sundevall, 1833)
- Hyllus brevitarsis Simon, 1902
- Hyllus carbonarius Lessert, 1927
- Hyllus congoensis Lessert, 1927
- Hyllus cornutus (Blackwall, 1866)
- Hyllus decellei Wanless & Clark, 1975
- Hyllus decoratus Thorell, 1887
- Hyllus deyrollei (Lucas, 1858)
- Hyllus diardi (Walckenaer, 1837)
- Hyllus dotatus (Peckham & Peckham, 1903)
- Hyllus duplicidentatus Caporiacco, 1941
- Hyllus erlangeri Strand, 1906
- Hyllus flavescens Simon, 1902
- Hyllus fur Strand, 1906
- Hyllus fusciventris Strand, 1906
- Hyllus giganteus C. L. Koch, 1846
  - Hyllus giganteus whitei Thorell, 1877
- Hyllus gulosus (Simon, 1877)
- Hyllus holochalceus Simon, 1910
- Hyllus insularis Metzner, 1999
- Hyllus interrogationis (Strand, 1907)
- Hyllus jallae Pavesi, 1897
- Hyllus janthinus (C. L. Koch, 1846)
- Hyllus juanensis Strand, 1907
- Hyllus keratodes (Hasselt, 1882)
- Hyllus lacertosus (C. L. Koch, 1846)
  - Hyllus lacertosus borneensis (Thorell, 1892)
- Hyllus leucomelas (Lucas, 1858)
- Hyllus lugubrellus Strand, 1908
- Hyllus lugubris (Vinson, 1863)
- Hyllus lwoffi Berland & Millot, 1941
- Hyllus madagascariensis (Vinson, 1863)
- Hyllus manensis Strand, 1906
- Hyllus maskaranus Barrion & Litsinger, 1995
- Hyllus minahassae Merian, 1911
- Hyllus mniszechi (Lucas, 1858)
- Hyllus multiaculeatus Caporiacco, 1949
- Hyllus nebulosus Peckham & Peckham, 1907
- Hyllus nossibeensis Strand, 1907
- Hyllus nummularis (Gerstäcker, 1873)
- Hyllus pachypoessae Strand, 1907
- Hyllus plexippoides Simon, 1906
- Hyllus pudicus Thorell, 1895
- Hyllus pulcherrimus Peckham & Peckham, 1907
- Hyllus pupillatus (Fabricius, 1793)
- Hyllus ramadanii Wesolowska & Russell-Smith, 2000
- Hyllus remotus Wesolowska & A. Russell-Smith, 2011
- Hyllus robinsoni Hogg, 1919
- Hyllus rotundithorax Wesolowska & Russell-Smith, 2000
- Hyllus sansibaricus Roewer, 1951
- Hyllus semicupreus (Simon, 1885)
- Hyllus senegalensis (C. L. Koch, 1846)
- Hyllus stigmatias (L. Koch, 1875)
- Hyllus suillus Thorell, 1899
- Hyllus thyeniformis Strand, 1906
- Hyllus treleaveni Peckham & Peckham, 1902
- Hyllus tuberculatus Wanless & Clark, 1975
- Hyllus viduatus Caporiacco, 1940
- Hyllus vinsoni (Peckham & Peckham, 1885)
- Hyllus virgillus Strand, 1907
- Hyllus walckenaeri (White, 1846)